# Zizernawank
Zizernawank (armenisch Ծիծեռնավանք) ist ein armenisches Kloster im Rayon Laçın in Aserbaidschan. Zizernawank liegt knapp oberhalb der Talsohle des Flusses Aghawno, nur wenige Kilometer entfernt von der Grenze zu Armenien – zwischen Bergkarabach und Armenien. Von 1992 bis 2020, also zwischen den beiden Bergkarabachkriegen, war es unter der Kontrolle der Republik Arzach.
Der Baubeginn des Klosters kann in das 5. bis 6. Jahrhundert datiert werden. Es wird angenommen, dass sich ursprünglich Reliquien des heiligen Georg im Kloster befanden. Es gehörte zur Diözese Tatew und wurde im 13. und 17. Jahrhundert als religiöses Zentrum erwähnt. Während der armenisch-aserbaidschanischen Zusammenstöße 1905 flüchtete die lokale armenische Bevölkerung und die Anlage blieb die folgenden Jahrzehnte ungenutzt. Ende des 20. Jahrhunderts wurden vor allem während  des Bergkarabachkriegs 1989–1992 mehrere armenische Inschriften am Gebäude mutwillig zerstört. Nach der Eroberung im Bergkarabachkrieg wurde die Anlage renoviert und die Kirche von Zizernawank 2001 erneut geweiht.
Die dreischiffige Pseudobasilika wurde aus großen behauenen Quadern errichtet. Während das Hauptschiff einen geraden Abschluss hat, befinden sich am Ende der Seitenschiffe quadratische Nischen, die als Schatzkammer oder Martyrion dienten. Die Gewölbedecken werden getragen von gedrungenen, fast schmucklosen Pfeilern. Die einzige Dekoration der Wände ist ein Fries mit einfachem Profil in Höhe des Gewölbeansatzes. Die Gestaltung des Bauwerks orientiert sich an byzantinischen Vorbildern, bleibt jedoch weniger detailliert.